# Lasioglossum fraternum
Lasioglossum fraternum is een vliesvleugelig insect uit de familie Halictidae. De wetenschappelijke naam van de soort is voor het eerst geldig gepubliceerd in 1860 door Smith.